# Tenis Klub Split
Il Tenis Klub Split, anche noto come TK Split, è una società tennistica croata con sede a Spalato fondata il 23 febbraio 1950. I campi da gioco si trovano presso il TC Firule della Javna Ustanova Športski Objecti Split.

## Tennisti
Tra i tennisti di maggior prestigio che difesero i colori della squadra bianconera ci sono Nikola Pilić, Željko Franulović, Goran Ivanišević, Mario Ančić, Mate Pavić, Marko Ostoja e Petra Martić.